# Eukoenenia delphini
Espèce
Synonymes
- Koenenia delphini Remy, 1950

Eukoenenia delphini est une espèce de palpigrades de la famille des Eukoeneniidae.

## Distribution
Cette espèce est endémique de Madagascar. Elle se rencontre vers Bezavona.

## Publication originale
- Remy, 1950 : Palpigrades de Madagascar. Mémoires de l'Institut Scientifique de Madagascar, sér. A, vol. 4, no 1, p. 135-164.